# Stenohya lindbergi
Stenohya lindbergi är en spindeldjursart som först beskrevs av Beier 1959.  Stenohya lindbergi ingår i släktet Stenohya och familjen helplåtklokrypare. Inga underarter finns listade i Catalogue of Life.